# Ameroculodes edwardsi
Ameroculodes edwardsi är en kräftdjursart som först beskrevs av Edward Morell Holmes 1903.  Ameroculodes edwardsi ingår i släktet Ameroculodes och familjen Oedicerotidae. Inga underarter finns listade i Catalogue of Life.